# Hundelingen
Ne pas confondre avec Hondelange (en allemand et parfois en néerlandais Hundelingen) village de la commune belge de Messancy, dans la province du Luxembourg.
Hundelingen est un hameau de la section de Goyer, situé au nord-ouest de celui-ci.
Elle se compose de quelques fermes carrés datant d’environ 1900 et la distillerie Snyers-Goyens qui y était également active. Dans cette distillerie agricole située sur la Cicindria, c'est du genièvre de céréales qui était produit. Les bâtiments, situé rue de Hundelingen 42, datent du début du XIXe siècle et sont toujours présents. Ils font partie d'une ferme carrée fermée.